# Литвиненко Святослав Іванович
Святосла́в Іва́нович Литвине́нко (* 22 лютого 1942, Ромодан (нині Миргородського району)) — український диригент, народний артист України, професор Національної музичної академії.

## Життєпис
Закінчив Ворошиловградське музичне училище по класу домри у О. Васильєва, Київську консерваторію — 1969, вчився по класу домри у Є. Блінова та Н. Комарової, оперно-симфонічного диригування — у М. Гозулова, Вадима Гнєдаша.
Працював у Сумському музичному училищі викладачем диригування, інструментовки та керівником симфонічного оркестру (1969—1970).
В 1973—1983 роках — диригент Симфонічного оркестру Українського радіо.
З 1983 по 1990 рік — головний диригент Київського театру оперети.
За 10 років роботи з Симфонічним оркестром Українського радіо здійснив близько 400 записів до фонду радіо, переважна більшість яких — твори українських композиторів: Л. Дичко, К. Домінчена, І. Карабиця, Б. Лятошинського, Г. Майбороди, Є. Станковича, І. Шамо.
Також має численні записи з провідними оперними співаками — А.Кочергою, А. Мокренком, Л. Остапенко, Г. Циполою.
У 1983—1989 роках в Київському державному театрі оперети здійснив постановку 15 музичних вистав: «Баядера» та «Принцеса цирку» І.Кальмана, «Царевич» Ференца Легара, «Севастопольський вальс» К.Лістова, «Собор Паризької богоматері» В.Ільїна, «Сорочинський ярмарок» О.Рябова.

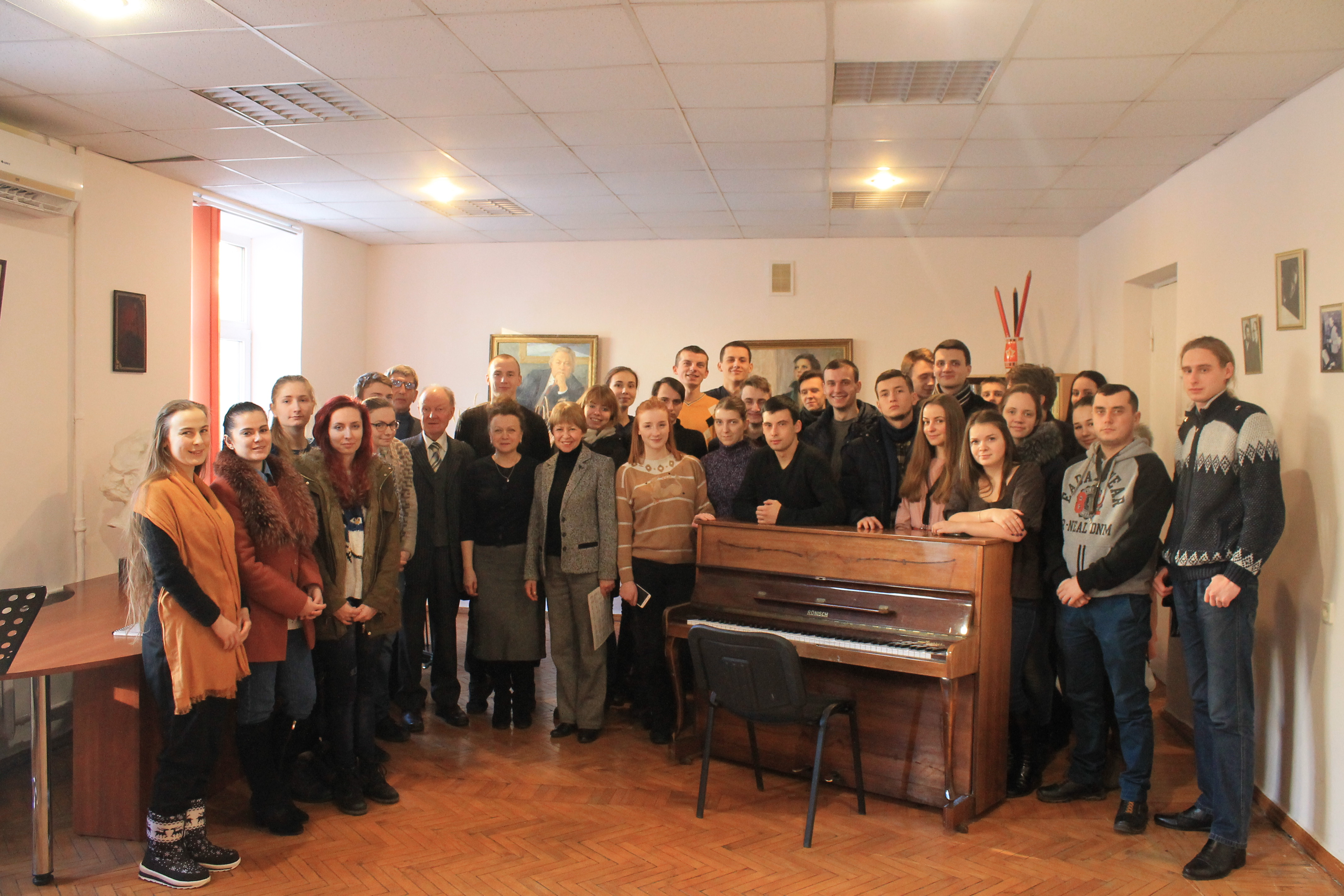
Святослав Литвиненко в КНУКіМ, 2017

Починаючи 1996 роком очолював Академічний оркестр народної та популярної музики Українського радіо, викладає оркестрове диригування у Національній музичній академії ім. П.Чайковського.
З 2008 року працює за сумісництвом в Київському національному академічному театрі оперети.
2009 року стає диригентом-постановником масштабного проекту — оперети «Сорочинський ярмарок» за М. В. Гоголем О. Рябова із режисером-постановником Б. Струтинським та композитором Б. Кривопустом.
У 2010 році його як диригента-постановника відзначено премією «Київська пектораль» у номінації «За найкращу музичну виставу».
Як композитор створив понад 150 оркестровок — для камерних ансамблів, оркестру народних інструментів та симфонічного оркестру.